# Moke Lake

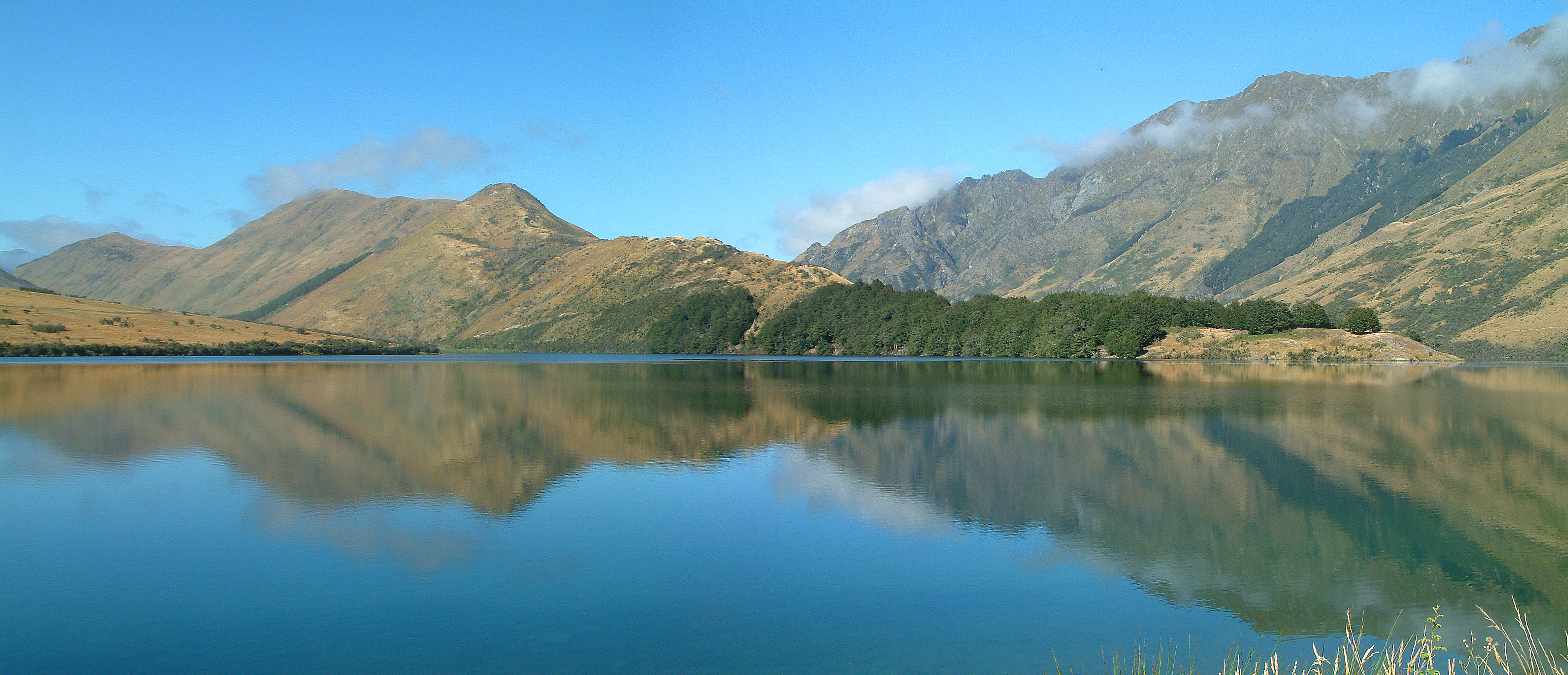

Moke Lake es un lago en el distrito de Queenstown-Lakes de la región de Otago de la Isla Sur de Nueva Zelanda.
El lago Moke de 84 hectáreas se encuentra a unos 6 km al noroeste de Queenstown en las montañas entre la cadena montañosa Williamsons Spur al oeste y las montañas con el Ben Lomond de 1748 m de altura a unos 3,5 km al este. El lago tiene forma de U y se encuentra a una profundidad de 44,2 m a una altitud de 535 m. Moke Lake extrae sus aguas de las montañas circundantes hacia el este, sur y oeste y drena hacia el norte a través de Moke Creek.